# Pfaffenbergita
La pfaffenbergita és un mineral de la classe dels silicats.

## Característiques
La pfaffenbergita és un silicat de fórmula química KNa₃(Al₄Si₁₂)O₃₂. Va ser aprovada com a espècie vàlida per l'Associació Mineralògica Internacional en el mes de febrer de l'any 2024. Va ser publicada a la revista internacional American Mineralogist per Ferrero Silvio et al. en el mes de maig de 2025 amb el títol «Pfaffenbergite, KNa₃(Al₄Si₁₂)O₃₂, a polymorph of sodic feldspar isostructural with kokchetavite and wodegongijieite, found in crystallized melt inclusions in metamorphic garnet». Cristal·litza en el sistema hexagonal. És l'anàleg amb Ca(Al₄Si₁₂) de la wodegongjieïta, i l'anàleg amb KNa₃ de la kokchetavita, sent isostructural amb les dues espècies.
L'exemplar que va servir per a determinar l'espècie, el que es coneix com a material tipus, es troba conservat a les col·leccions del museu de mineralogia «Leonard de Prunner», de la Universitat de Càller (Itàlia), amb el número de registre: 6461.

## Formació i jaciments
Va ser descoberta al mont Pfaffenberg, situat a la localitat de Waldheim del districte de Mittelsachsen (Saxònia, Alemanya). Aquest indret és l'únic de tot el planeta on ha estat descrita aquesta espècie mineral.